# Hou me vast (Volumia!)
Hou me vast is een Nederlandstalige single van de band Volumia!, geschreven door Xander de Buisonjé en Axel Lindelauf. Het nummer staat op het debuutalbum van de band, getiteld Volumia!. Tevens werd het nummer gebruikt als soundtrack voor de Nederlandse film Het 14e kippetje.
Het nummer werd op 19 september 1998 uitgebracht en bereikte de 2e plaats in de Nederlandse Top 40, waarbij het 18 weken in de lijsten verbleef en daarbij de gouden single status verkreeg (meer dan 10.000 verkochte exemplaren). Ook in de Single Top 100 behaalde het de 2e plaats. In de Belgische Ultratop 50 behaalde het de 7e positie en verbleef het 15 weken in de lijsten.
Op 26 maart 2011 vertolkte Wolter Kroes het gelijknamige nummer in De beste zangers van Nederland. Voorafgaand verkondigde Xander de Buisonjé dat dit zijn eerste nummer was dat hij ooit schreef en kort daarna vervolgde hij het met het nummer Afscheid, beide gebaseerd op een toenmalige vriendin.

## NPO Radio 2 Top 2000
| Nummer met noteringen in de NPO Radio 2 Top 2000 | '99 | '00 | '01 | '02 | '03 | '04 | '05 | '06 | '07 | '08 | '09  | '10  | '11 | '12  | '13  | '14  | '15  | '16  |
| ------------------------------------------------ | --- | --- | --- | --- | --- | --- | --- | --- | --- | --- | ---- | ---- | --- | ---- | ---- | ---- | ---- | ---- |
| Hou me vast                                      | 274 | 307 | 436 | 798 | 906 | 516 | 657 | 803 | 711 | 668 | 1129 | 1067 | 963 | 1540 | 1414 | 1677 | 1674 | 1970 |

1. ↑  Een vetgedrukt getal geeft de hoogste notering aan.
2. ↑  Deze tabel is bijgewerkt tot en met de laatste editie (2024).